# Квашта
Квашта (груз. კვაშტა) — село в Грузії.
За даними перепису населення 2014 року в селі проживає 279 осіб.